# SN 2007th
SN 2007th – supernowa typu Ia odkryta 6 października 2007 roku w galaktyce A021057-0500. Jej jasność pozostaje nieznana.